# Gatera (gato)

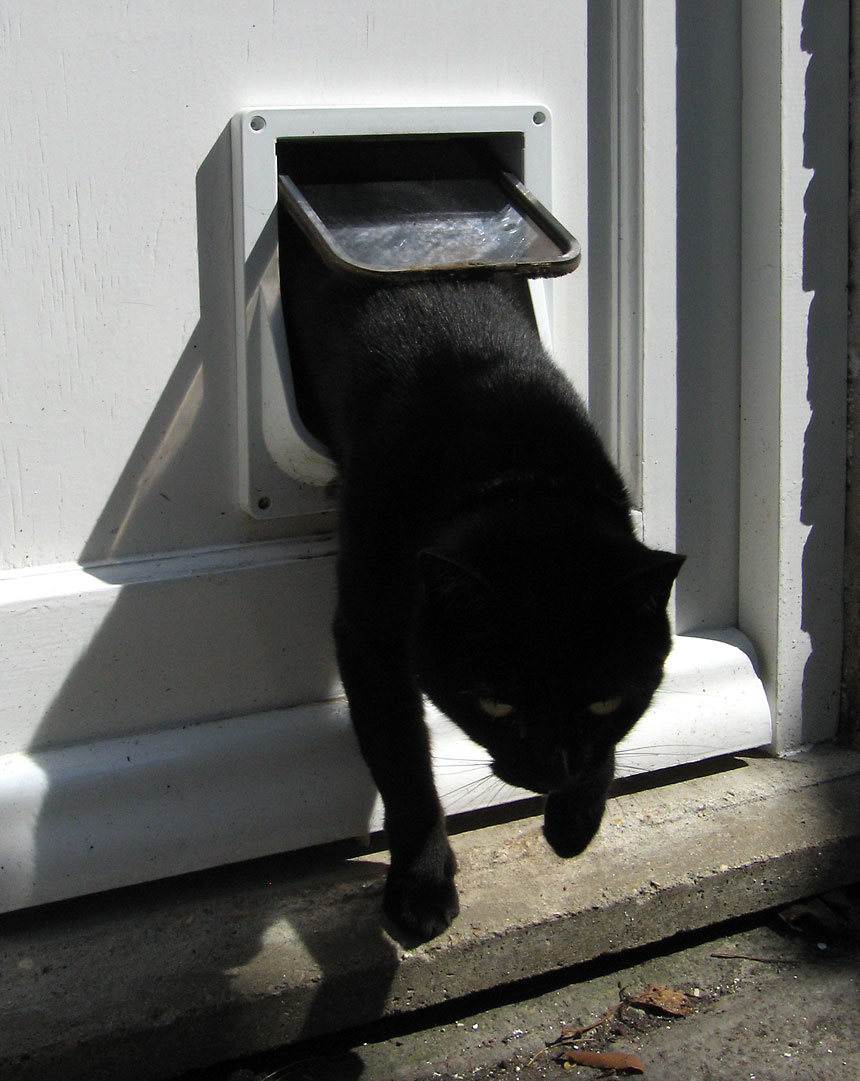
Gatera

Una gatera es una trampilla con bisagras fijada en una puerta, pared o ventana para permitir que los gatos entren y salgan de una casa por sí mismos sin la necesidad de que una persona abra la puerta. A la vez, ofrecen un cierto grado de protección frente al viento y la lluvia para que no entren en la vivienda. Existen puertas semejantes para los perros. Antiguamente, las gateras eran tan simples como un agujero realizado en la puerta o la pared de casas o pajares para permitir la entrada libre a los gatos. Gracias a ellas, los gatos contribuían a mantener alejados a roedores de las reservas de trigo y maíz allí guardadas. A pesar de que esta necesidad ha desaparecido, algunas casas antiguas y pajares aún las conservan, como es el caso del Rincón de Ademuz (Valencia, España). 

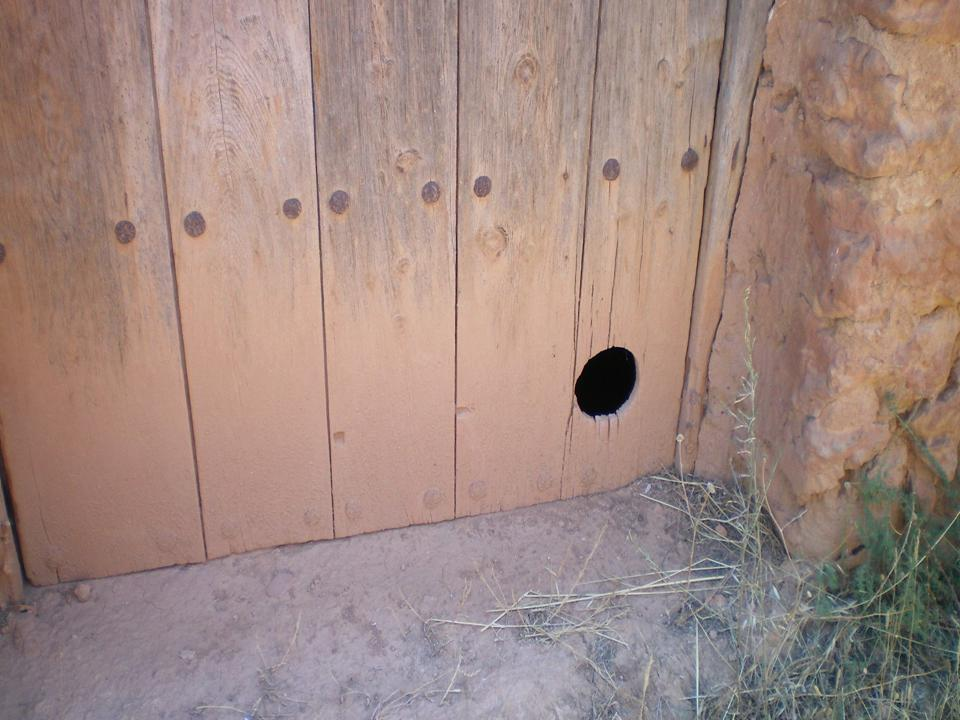
Gatera de Ademuz

Las gateras son populares en algunos países, particularmente el Reino Unido en donde se cree que los cerca de 90% de gatos tienen acceso al aire libre.
La invención de la gatera se atribuye con frecuencia a Isaac Newton.

## Características
La gateras más simples son las de trampillas basculantes pero éstas pueden ser movidas o sonar con el viento. Un imán en la gatera puede mantener la trampilla en su lugar y permitir el acceso. Algunas gateras también tienen topes ajustables para restringir la abertura de la aleta en una dirección o la otra - por ejemplo para permitir que el gato entre, pero que no salga otra vez. Algunas gateras más sofisticadas tienen topes electromagnéticos que puedan detectar un imán permanente que empareja llevado en el cuello del gato que abrirá la gatera cuando el gato se acerca, evitando así que cualquier otro animal use la gatera y entre en la casa. Las gateras con cerraduras infrarrojas se abren solamente cuando un dispositivo montado en el cuello del gato transmite el código correcto a la gatera, permitiendo que los dueños del gato tengan gateras múltiples que diversos gatos puedan utilizar.
Las gateras de RFID que leen el implante del microchip de un gato también han estado disponibles recientemente.
Algunos gatos pueden evitar diseños unidireccionales de la gateras con tope tirando en la parte inferior de la trampilla interna. Los gatos pueden llevar roedores en una vivienda a través de las gateras; un dueño de gato ha ido al extremo tecnológico para solucionar este problema, empleando un webcam y un software de reconocimiento de imagen.